# بوریم‌آمید
بوریم‌آمید (به انگلیسی: Burimamide) با فرمول شیمیایی C۹H۱۶N۴S یک ترکیب شیمیایی با شناسه پاب‌کم ۳۰۳۲۹۱۵ است. که جرم مولی آن ۲۱۲٫۳۲ g/mol می‌باشد. 